# أبيل ميغيل سواريز
أبيل ميغيل سواريز (بالإسبانية: Abel Miguel Suárez)‏ (11 أبريل 1991 في إسبانيا - ) هو لاعب كرة قدم إسباني في مركز الوسط. لعب مع نادي تينيريفي ونادي غيخيليو ونادي ليغانيس وLa Roda CF ‏ وSD Noja ‏ وتينيريفي ب وبولي تيميشوارا ‏.

## وصلات خارجية
- أبيل ميغيل سواريز على موقع قاعدة بيانات كرة القدم.إي يو (الإنجليزية)
- أبيل ميغيل سواريز على موقع Soccerway.com (الإنجليزية)
- أبيل ميغيل سواريز على موقع عالم كرة القدم.نت (الإنجليزية)
- أبيل ميغيل سواريز على موقع AS.com (الإسبانية)